# 特雷爾 (密蘇里州)
特雷爾（英語：Trail）是位於美國密蘇里州歐扎克縣的非建制地區。

## 歷史
特雷爾的郵局於1890年設立，其後於1963年停運。

## 地理
特雷爾所處的海拔為高於海平面221米（即725英呎），而該地所採用的時區為UTC-6，即北美中部時區（CST）。同時該地設有夏令時間，為UTC-6調快一小時，即UTC-5（CDT）。